# Fereastra de Azur
Fereastra de Azur (în malteză: Tieqa Żerqa sau Tieqa tad-Dwejra și Azure Window în engleză) a fost un arc natural din calcar situat pe insula Gozo din Malta. Acest monument al naturii  era situat într-o zonă geologică interesantă în jurul satului Qawja, o zonă foarte populară în rândul turiștilor, care reunește într-un perimetru mic, pe lângă fereastră, faleze, marea interioară, golful Dwejra și insulița Fungus Rock, precum și cart-ruts pe faleze și Blue Hole sau Peștera Întunericului pentru scafandri. Fereastra de Azur s-a prăbușit pe 8 martie 2017, după o furtună puternică.

## Geologie

Vedere panoramică a Ferestrei de Azur în august 2012.

Formarea ferestrei este rezultatul unor fenomene carstice scoase la lumina zilei de eroziunea marină. Fereastra de Azur era compusă din mai multe straturi de calcar moale de nuanță aurie cunoscută în malteză sub numele de Il-Franka, în română "calcar globigerin " de la fosilele marine, cum ar fi globigerina.

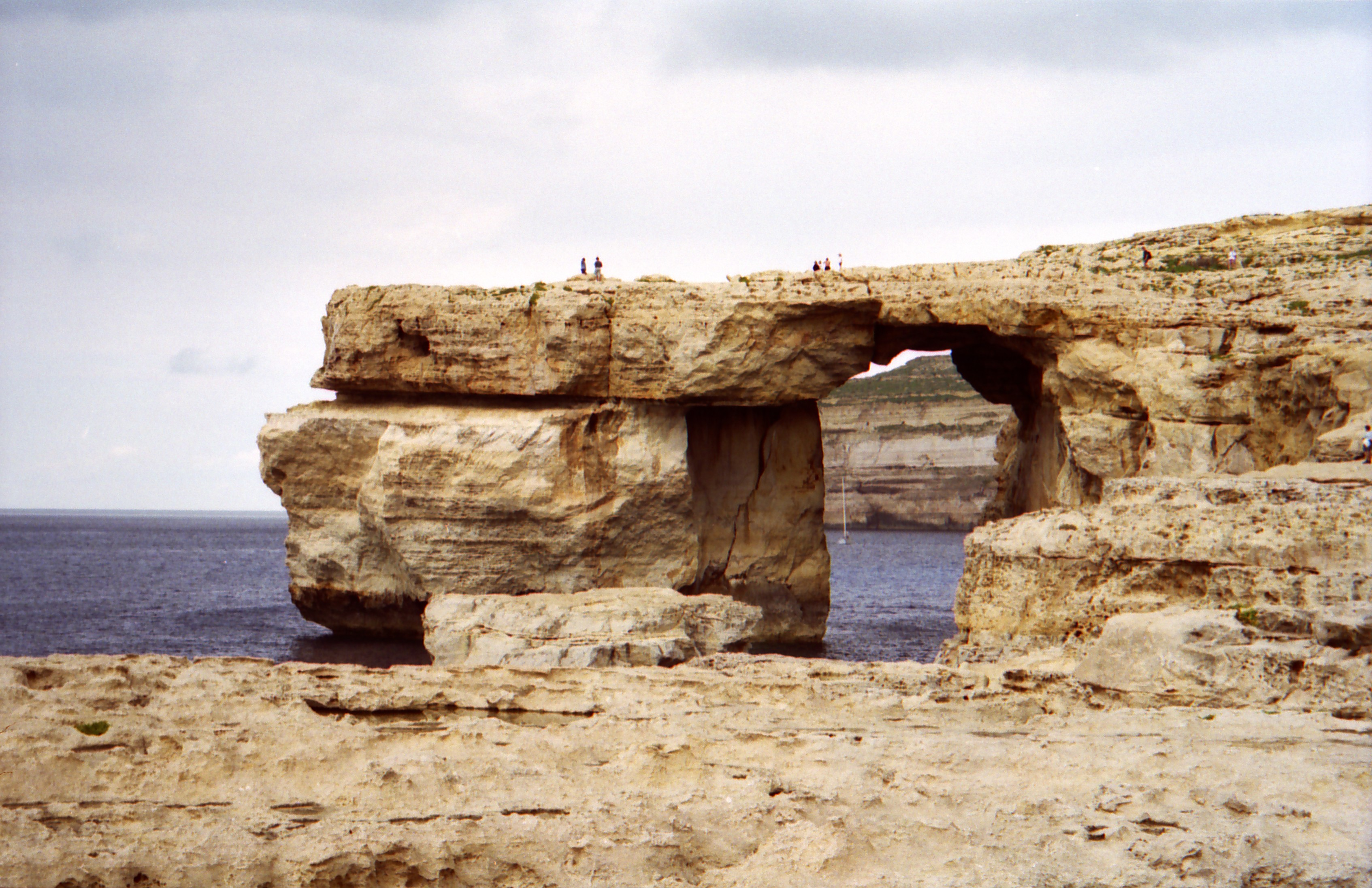
Fereastra de Azur în 1997.
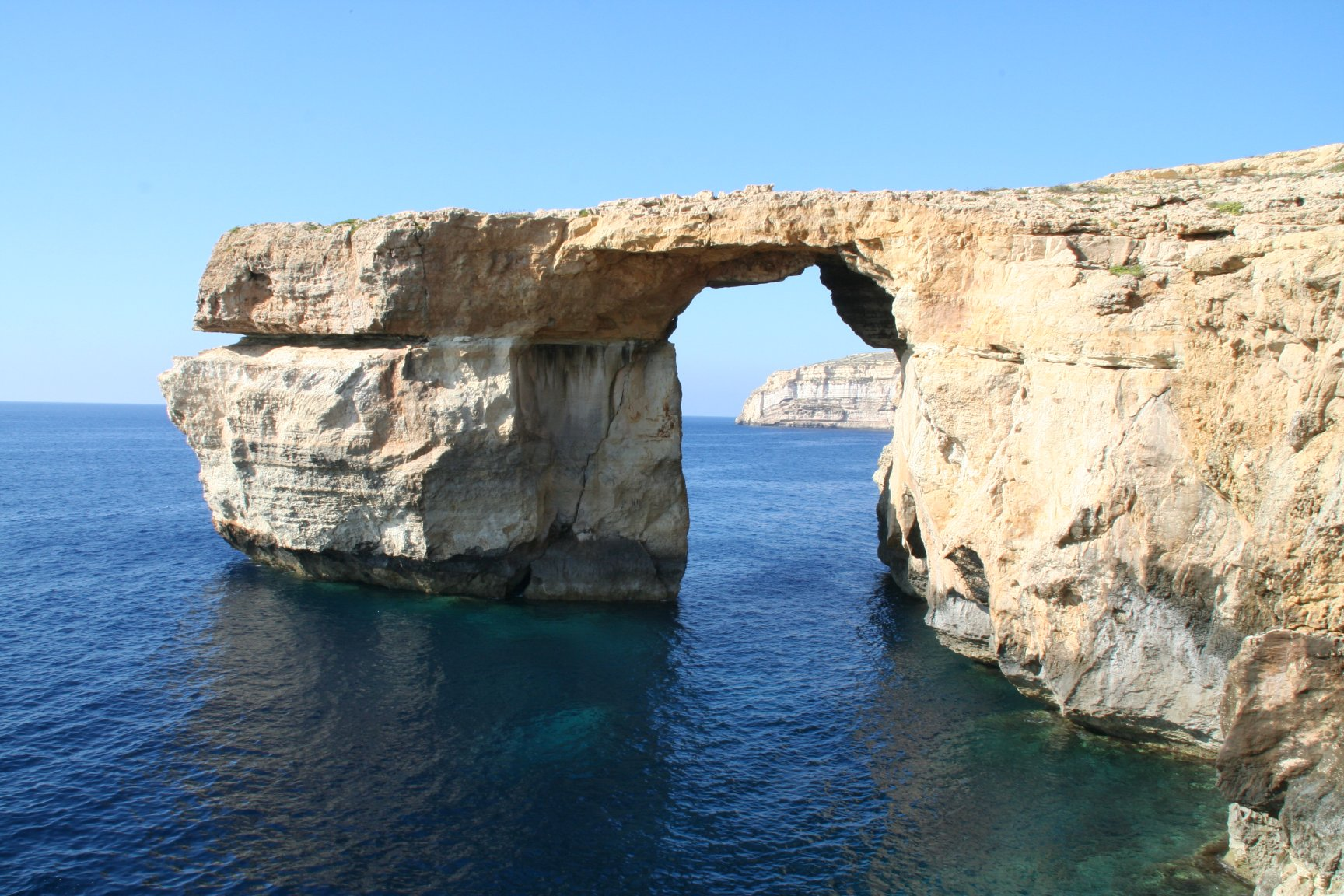
Fereastra de Azur în 2005.
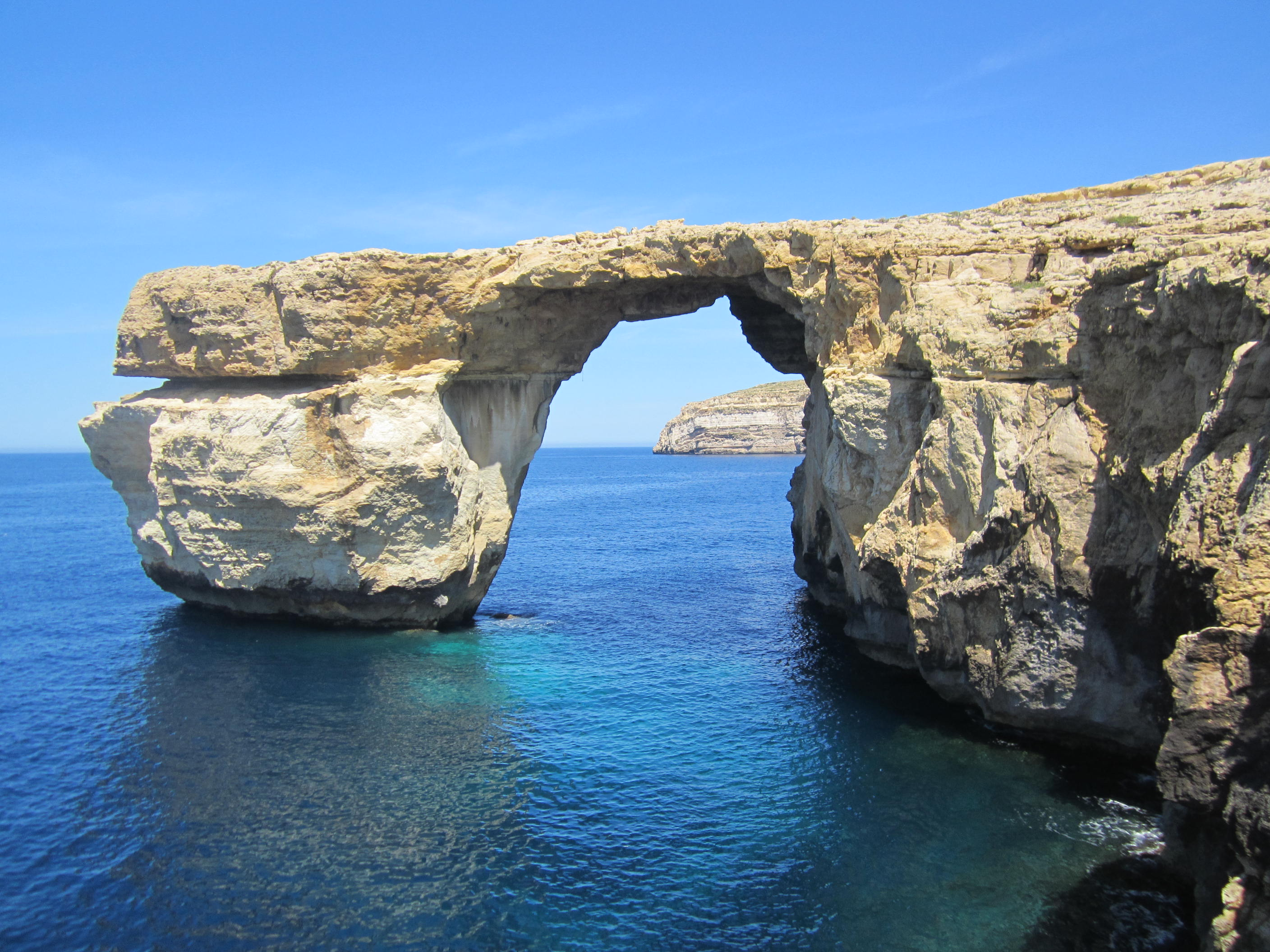
Fereastra de Azur, după prăbușirea din 2012.
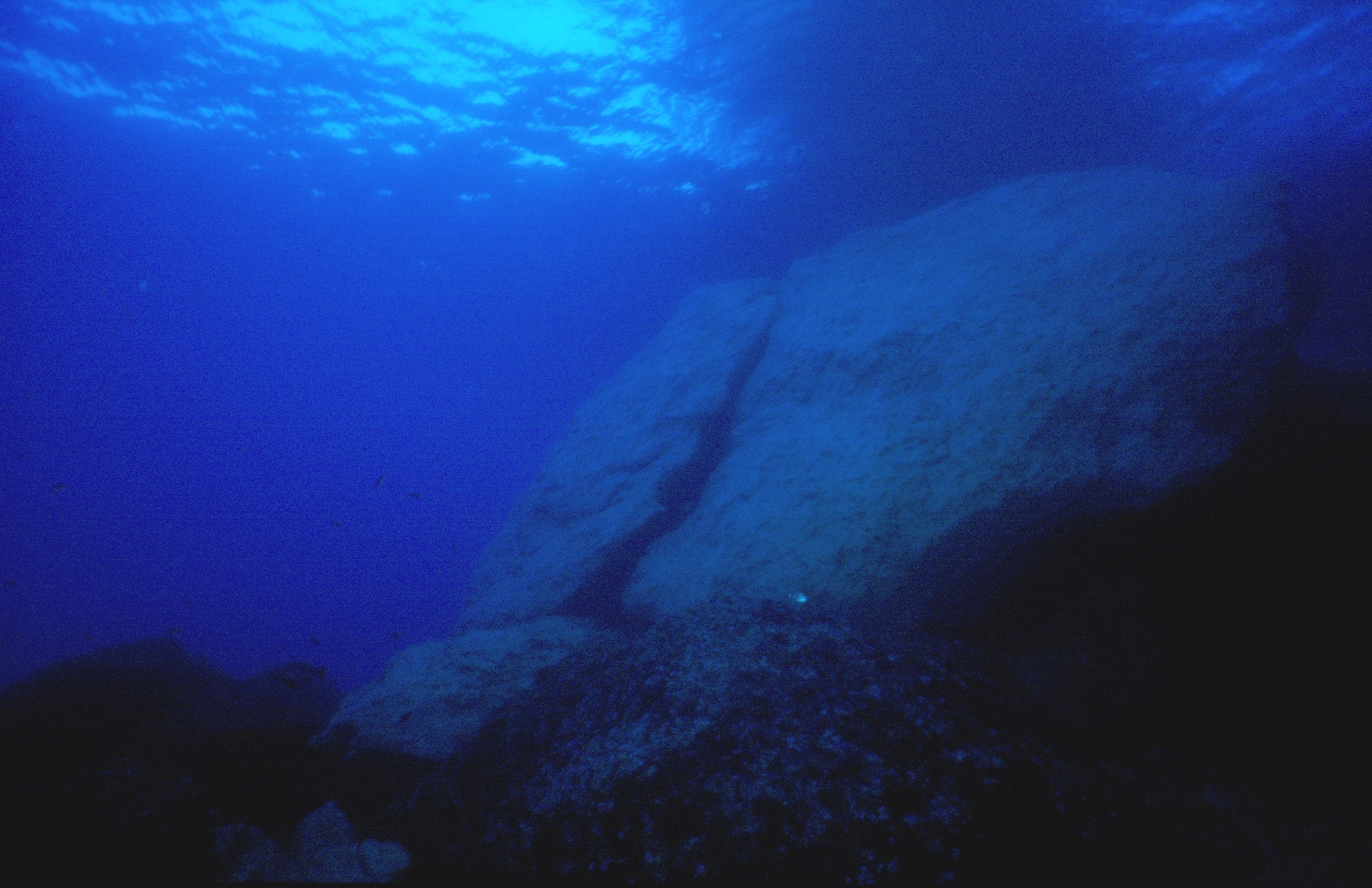
Bucată din stâlpul căzut în timpul prăbușirii din aprilie 2012.

## Filmografia
Fereastra de Azur apare în diferite opere cinematografice, precum Ciocnirea titanilor (1981), în al 104-lea minut și în Răzbunarea lui Monte Cristo, în minutul al 13-lea. Este, de asemenea, vizibilă în telefilmul Odiseea, precum și în primul sezon al serialul de televiziune Game of Thrones.